# Municipio de Abasolo (Coahuila)
El municipio de Abasolo es uno de los 38 municipios en que se encuentra dividido el estado mexicano de Coahuila. Según el censo de 2020, tiene una población total de 1022 habitantes. Su cabecera municipal es la localidad de Abasolo.

## Geografía

### Localización
Abasolo se localiza en el centro-este del estado, sus coordenadas geográficas son: 27°10′56″N 101°25′33″O / 27.18222, -101.42583; Está a una altura media de 430 m s. n. m. Limita al norte con, Escobedo, al sur con, Frontera y Monclova al este con, Candela y Progreso y al oeste con, San Buenaventura.

### Superficie
El municipio tiene una superficie aproximada de 742.99 km², lo que representa el 0.49% de la superficie total del estado.

### Clima
El clima en el municipio es de subtipos secos, cálidos y muy cálidos; tene una temperatura media anual de 20 a 22 °C, la precipitación media anual se encuentra en el rango de 44 a los 300 milímetros con régimen de lluvias en los meses de mayo, junio, julio, noviembre, diciembre y enero.

## Localidades
En el Censo de 2020 el municipio de Abasolo contaba con 17 localidades.
| Código INEGI      | Localidad         | Población (2020) |
| ----------------- | ----------------- | ---------------- |
| 050010001         | Abasolo           | 735              |
| 050010007         | Los Rodríguez     | 231              |
| Otras localidades | Otras localidades | 56               |
| Total municipal   | Total municipal   | 1 022            |